# Пасько Микола Федорович
Мико́ла Фе́дорович Пасько́ (12 грудня 1918 — 16 липня 1982) — радянський військовий льотчик, в роки Другої світової війни — командир ескадрильї 28-го гвардійського винищувального авіаційного полку, гвардії старший лейтенант. Герой Радянського Союзу (1945).

## Життєпис
Народився 12 грудня 1918 року в селі Скрипаї, нині Зміївського району Харківської області, в селянській родині. Українець. Здобув неповну середню освіту. Працював слюсарем на харківському заводі пластмаси, одночасно навчався в аероклубі. Закінчив школу льотчиків-інструкторів.
У лавах РСЧА з 12 грудня 1939 року. У 1940 році закінчив Качинську Червонопрапорну військову авіаційну школу імені О. Ф. М'ясникова, після чого був залишений при школі льотчиком-інструктором. З початком німецько-радянської війни разом зі школою був евакуйований у Саратовську область.
У діючій армії з 30 жовтня 1942 року. Воював у складі 28-го гвардійського винищувального авіаційного полку на Північно-Західному, 2-му та 1-му Прибалтійських, 3-му Білоруському і Ленінградському фронтах. Літав на американських винищувачах «Bell P-39 Airacobra». Пройшов бойовий шлях від пілота до командира ескадрильї. Член ВКП(б) з 1942 року.
До середини березня 1945 року здійснив 265 успішних бойових вильотів. У повітряних боях збив особисто 15 літаків і 1 аеростат супротивника.
Після закінчення війни продовжив військову службу у ВПС СРСР на посаді заступника командира 12-го гвардійського винищувального авіаційного полку з льотної підготовки (Московський військовий округ). З початком Корейської війни влітку 1950 року, до Китаю була перекинута 5-та гвардійська винищувальна авіаційна дивізія МВО, підсилена 139-м гвардійським винищувальним авіаційним полком. Дивізія містилась на аеродромі міста Мукден, де радянські льотчики вели перенавчання китайських і корейських льотчиків на реактивних винищувачах МіГ-15. У листопаді того ж року на базі 139-го гв. вап був сформований 67-й винищувальний авіаційний полк під командуванням майора М. Ф. Паська. Протягом листопада 67-й вап, що базувався на аеродромі Ляоян, брав участь у бойових діях і збив 4 американських літаки, втративши при цьому лише 1 свій літак.
У 1953 році М. Ф. Пасько закінчив Вищі льотно-тактичні курси удосконалення офіцерського складу. Обіймав посаду помічника командира 145-го гвардійського винищувального авіаційного полку ППО з вогневої підготовки.
У 1956 році полковник М. Ф. Пасько вийшов у запас. Повернувся у рідне село, де очолював місцевий колгосп. Згодом переїхав до Харкова, де й помер 16 липня 1982 року. Похований на харківському кладовищі № 4.

## Нагороди
Указом Президії Верховної Ради СРСР від 18 серпня 1945 року «за зразкове виконання бойових завдань командування на фронті боротьби з німецько-фашистськими загарбниками та виявлені при цьому відвагу і героїзм», гвардії старшому лейтенантові Паську Миколі Федоровичу присвоєне звання Героя Радянського Союзу з врученням ордена Леніна і медалі «Золота Зірка» (№ 8892).
Також нагороджений трьома орденами Червоного Прапора (23.03.1943, 20.07.1944, 14.03.1945), орденами Вітчизняної війни 1-го ступеня (16.09.1944), Червоної Зірки (22.07.1943) і медалями.